# Lamtui (Kuta Cot Glie)
Lamtui is een bestuurslaag in het regentschap Aceh Besar van de provincie Atjeh, Indonesië. Lamtui telt 488 inwoners (volkstelling 2010).